# حسين عمار (سياسي)
حسين عمار (بالإنجليزية: Hussein Nassor Amar)‏ هو سياسي تنزاني، ولد في 20 أبريل 1958. حزبياً، نشط في حزب الثورة ‏. في 2015 Tanzanian general election ‏، انتخب عضو الجمعية الوطنية لتنزانيا عن دائرة Nyang'hwale ‏ وقد انضم خلال فترته النيابية ‏ (29 أكتوبر 2015 – )  للكتلة البرلمانية حزب الثورة ‏.